# Jan I (cesarz Etiopii)
Jan I (gyyz. ዮሐንስ; Johannys, imię tronowe Alyaf Seged, co znaczy ten któremu kłaniają się dziesiątki tysięcy, ur. około 1640, zm. 19 lipca 1682) – cesarz Etiopii w latach 1667–1682. Pochodził z dynastii salomońskiej i był czwartym synem cesarza Fasiledesa.

## Początek rządów

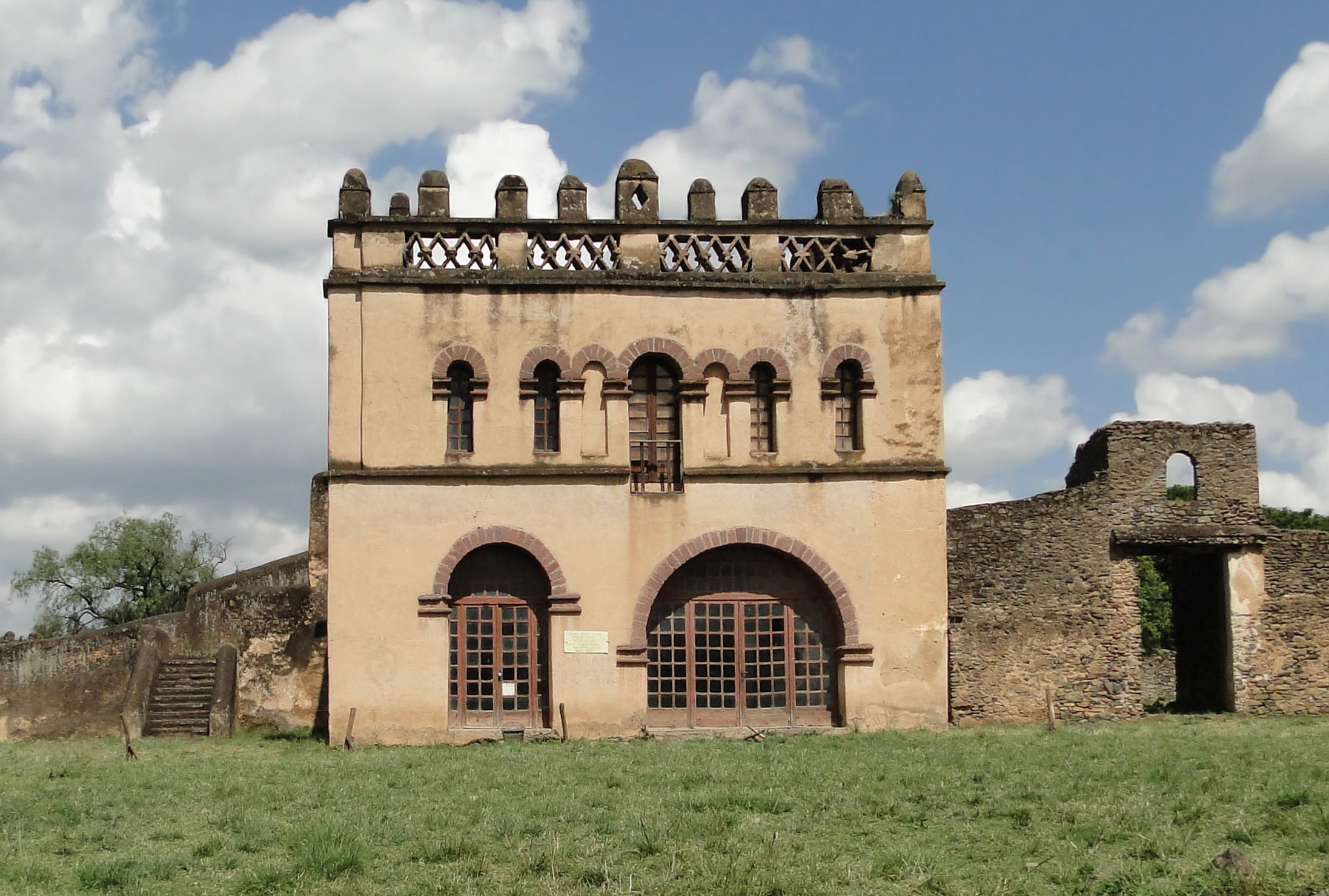
Biblioteka Jana I w Fasil Ghebbi w Gonderze.

Jan został wyznaczony na cesarza przez starszyznę za namową możnowładcy Melki Krystosa. Po wyborze Jana na tron, rada możnowładców zadecydowała aby uwięzić jego pozostałych braci na górze Uehni Amba. Było to tradycyjne więzienie dla cesarskich rodzin. Chodziło o to, żeby żaden z braci Jana nie miał pretensji o tron i nie miał możliwości podnoszenia buntów przeciwko legalnie wybranemu władcy.

## Ekspedycje militarne
Według brytyjskiego historyka George'a Wynna Breretona Huntingforda, Jan większość swoich podróży po kraju spędził na kampaniach wojennych. Spośród jedenastu tras, aż sześć stanowiło ekspedycje o charakterze militarnym. Trzy z nich były wymierzone przeciwko plemieniu Agau w Godżamie i ich państwu znanemu jako Agaumeder, jedna przeciwko plemieniu Oromo, a dwie ekspedycje karne przybyły do prowincji Angot i Lasta w celu stłumienia buntów Feresa w 1677 i Zemarjama w 1679 roku.

## Polityka religijna

### Stosunek do innowierców

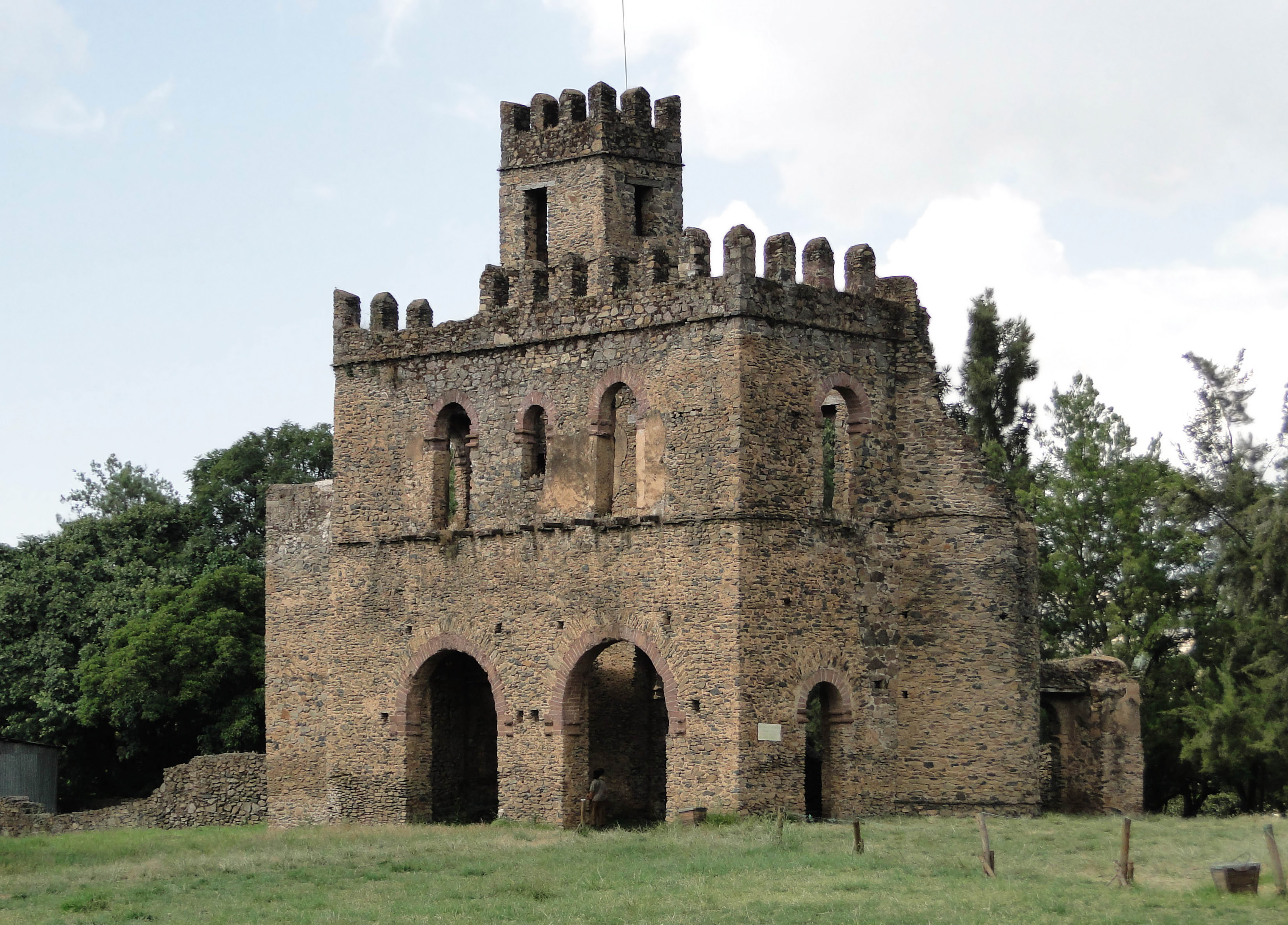
Pałac Jana I

Jan I prowadził politykę separacji ludów etiopskich pod względem religijnym. Wprowadził między innymi zarządzenie zakazujące kontaktów między wyznawcami różnych religii, na przykład islamu, chrześcijaństwa, czy animizmu. Ze względu na zamieszanie w państwie, jakie spowodowali jezuiccy misjonarze za czasów cesarza Susnyjosa, Jan zdecydowanie przeciwstawiał się wpływom europejskim. W 1669 roku cesarz rozkazał gerazmaczowi Mikaelowi wypędzić wszystkich katolików żyjących jeszcze w Etiopii. Ci, którzy nie zmienili wiary i nie wstąpili w szeregi koptyjskiego Kościoła Etiopii, zostali zesłani do sułtanatu Sannaru, mieszczącym się na terenie dzisiejszego Sudanu. W innym przypadku zostało zabitych sześciu franciszkanów wysłanych do Etiopii przez papieża Aleksandra VII w celu nawrócenia Etiopczyków na katolicyzm. Od katolików Jan wolał misjonarzy ormiańskich, których wiara podobnie jak tradycyjna religia etiopska, pozostawała w kręgu nurtu miafizytyzmu. Jeden z ormiańskich duchownych – Murad, podjął szereg misji dyplomatycznych dla cesarza. W 1679 Jan I przyjął ormiańskiego biskupa Jana, niosącego relikwie etiopskiego świętego – Eustachiusza.

### Sobór z 1681
W trakcie rządów Jana I, wewnątrz Kościoła Etiopii trwał spór pomiędzy odłamami kybat i teuahdo. Pod presją mnichów teuahdeńskich z klasztoru Azezo, cesarz zwołał sobór. Podobne sobory odbywały się już za rządów Fasiledesa i miały różne rezultaty. Jeden obrócił się na korzyść zwolenników kybat, a drugi na korzyść zwolenników teuahdo. 20 października 1681 abba Akale Krystos z Godżamu – przedstawiciel kybat, oraz abba Mikołaj z Debre Libanos – reprezentant teuahdo, rozpoczęli teologiczny spór. Zakończył się on rzuceniem ekskomuniki przez sobór na odłam kybat.